# Легаль де Кермюр
Франсуа Антуан де Легаль, более известный как Лега́ль де Кермюр (фр. De Kermur Sire de Legal; 1702, Версаль — 1792) — французский шахматист. Учитель Франсуа Филидора. Уступив первенство своему ученику, Легаль до конца жизни оставался вторым по силе шахматистом Парижа.
Имя Легаля носит комбинация («мат Легаля»), впервые осуществлённая в единственной известной его партии.